# Nelly y el señor Arnaud
Nelly y el señor Arnaud (en francés: Nelly et Monsieur Arnaud) es una película francesa de 1995 dirigida por Claude Sautet y protagonizada por Michel Serrault, Emmanuelle Béart y Jean-Hugues Anglade. Ganó el premio César al mejor director y al mejor actor para Michel Serrault.

## Trama
Nelly está casada con Jerôme, un hombre desempleado que ha dejado de buscar trabajo. Nelly fue despedida de su trabajo editorial y ahora sólo tiene trabajos ocasionales en una imprenta y una panadería, por lo que se han retrasado seis meses en el alquiler de su apartamento. Hablando con su amiga Jacqueline en una cafetería, conoce a Pierre Arnaud, un rico hombre de negocios jubilado que tuvo un lánguido romance con Jacqueline en el pasado y que vio a Nelly en una de las fiestas de Jacqueline. Después de descubrir que Nelly está endeudada, Arnaud se ofrece a regalarle 30.000 francos. Nelly acepta de mala gana, paga el alquiler atrasado y luego deja a su marido.
Nelly acepta escribir a máquina las memorias de Arnaud, pero él insiste en que no será para devolver el regalo; él le pagará. Trabajando en el departamento de Arnaud, Nelly aprende más sobre el pasado de Arnaud como juez en una colonia y luego como hombre de negocios; está separado de su esposa y en gran medida distanciado de sus dos hijos.
Nelly tiene un romance con Vincent, el editor de Arnaud. Arnaud se siente celoso, aunque sus sentimientos exactos por Nelly, mucho más joven, nunca quedan del todo claros. Vincent ve un apartamento nuevo y luego le pide a Nelly que se mude allí. Ella se niega y le dice que no quiere cambiar el carácter de su relación, y Vincent inmediatamente rompe con ella.
Continúa trabajando para Arnaud hasta que su esposa Lucie regresa de Ginebra para pasar unos días después de la muerte repentina de su pareja. Nelly llega una mañana al trabajo y encuentra a Arnaud y Lucie con las maletas preparadas y a punto de marcharse. Arnaud le cuenta a Nelly que él y su esposa han decidido hacer la larga vuelta al mundo con la que siempre habían soñado y ver a su hijo en Seattle. La película termina con Arnaud en el aeropuerto luciendo melancólico e inseguro, y con Nelly llevando el manuscrito de Arnaud a la oficina de Vincent, donde seguramente verá a su antiguo amante.

## Elenco
- Emmanuelle Béart como Nelly
- Michel Serrault como Pierre Arnaud
- Jean-Hugues Anglade como Vincent Granec
- Claire Nadeau como Jacqueline
- Françoise Brion como Lucie
- Michèle Laroque como Isabelle
- Michael Lonsdale como Dolabella
- Charles Berling como Jerôme

## Recepción
En el sitio web del agregador de reseñas Rotten Tomatoes, la película tiene un índice de aprobación del 96% según las reseñas de 23 críticos.
El espacio de crítica cinematográfica alemán Lexikon des internationalen Films opinó que “Con observaciones sensibles, la película describe su amor imposible y no manifestado, los numerosos momentos de autoengaño en su convivencia diaria. Una película puesta en escena con medios frugales, que cuenta con grandes actores y un guion psicológicamente coherente hasta en los matices. A pesar de toda su seriedad, está viva y dibujada con un humor tranquilo”.
Roger Ebert elogió la película: "Qué baile tan delicado realizan en “Nelly y Monsieur Arnaud”. Es una cuestión de gran fascinación erótica cuando dos personas están intrigadas por la idea de convertirse en amantes, pero se ven frenadas por el miedo al rechazo y a involucrarse. Se transmiten señales que requerirían un criptógrafo para decodificarlas. La dificultad es enviar un mensaje que pueda leerse de una manera si la respuesta es sí y de otra si la respuesta es no [...] Se vuelven como una pareja casada. No, no como un matrimonio, sino como dos mitades de un todo extraño: a pesar de la diferencia de edad, encajan. No es amor. Es una danza emocional e intelectual infinitamente delicada.." 

## Premios
* Fuente: Página de la película en IMDb. 
| Año  | Premio o festival                          | Categoría                          | Nominado                           | Resultado |
| ---- | ------------------------------------------ | ---------------------------------- | ---------------------------------- | --------- |
| 1995 | Premio Louis Delluc                        | Mejor película                     | Claude Sautet                      | Ganador   |
| 1995 | Semana Internacional de Cine de Valladolid | Espiga de Oro a la mejor película  | Claude Sautet                      | Nominado  |
| 1995 | Semana Internacional de Cine de Valladolid | Premio especial del jurado         | Claude Sautet                      | Ganador   |
| 1996 | Premios César                              | Mejor película                     | Claude Sautet                      | Nominado  |
| 1996 | Premios César                              | Mejor dirección                    | Claude Sautet                      | Ganador   |
| 1996 | Premios César                              | Mejor actor                        | Michel Serrault                    | Ganador   |
| 1996 | Premios César                              | Mejor actriz                       | Emmanuelle Béart                   | Nominada  |
| 1996 | Premios César                              | Mejor actor secundario             | Jean-Hugues Anglade                | Nominado  |
| 1996 | Premios César                              | Mejor actor secundario             | Michael Lonsdale                   | Nominado  |
| 1996 | Premios César                              | Mejor actriz secundaria            | Claire Nadeau                      | Nominada  |
| 1996 | Premios César                              | Mejor guion original o adaptación  | Jacques Fieschi y Claude Sautet    | Nominado  |
| 1996 | Premios César                              | Mejor música original              | Philippe Sarde                     | Nominado  |
| 1996 | Premios César                              | Mejor sonido                       | Pierre Lenoir y Jean-Paul Loublier | Nominado  |
| 1996 | Premios César                              | Mejor montaje                      | Jacqueline Thiédot                 | Nominada  |
| 1996 | Premio David de Donatello                  | Mejor película extranjera          | Claude Sautet                      | Ganador   |
| 1996 | Premio David de Donatello                  | Mejor actor extranjero             | Michel Serrault                    | Nominado  |
| 1996 | Premio David de Donatello                  | Mejor actriz extranjera            | Emmanuelle Béart                   | Nominada  |
| 1996 | Sindicato de Críticos de Cine de Francia   | Mejor película                     | Claude Sautet                      | Ganador   |
| 1996 | Premios Lumières                           | Mejor actor                        | Michel Serrault                    | Ganador   |
| 1996 | Premios BAFTA                              | Mejor película de habla no inglesa | Claude Sautet                      | Nominado  |